# عود أخضر (مسلسل)
عود اخضر هو مسلسل درامي إماراتي عرض في 6 يونيو 2016 من بطولة الفنان بدر آل زيدان وهذا أول ظهور له مع الفنانين محمد عادل، أيمن سابق، ندى عادل، شيلاء سبت، جاسم النبهان.

## القصة
بسام وطارق صديقان مولعان بسباقات السيارات، هذه الهواية التي خطفت طارق من أهله وأحبابه وأصدقائه، هذا الفقد الذي لم يحتمله بسام صديق العمر والذي حدا به للهروب من ذكرياته مع طارق في السعودية والإمارات منتقلا إلى الكويت، وهناك يبدأ بسام حياة جديدة ويلتحق بالجامعة ليكمل السنة الأخيرة له في كلية الإعلام حيث يلتقي بحنين، وتبدأ قصة حبهما التي لا تخلو من التعقيدات.

## طاقم الثمثيل
- بدر آل زيدان
- محمد عادل
- أيمن سابق
- ندى عادل
- أنور أحمد
- شيلاء
- مشاري البلام
- ليلى السلمان
- جاسم النبهان
- شذى سبت
- عبير أحمد
- شهاب جوهر
- إبراهيم الزدجالي
- آلاء شاكر
- هدى صلاح
- شيخة زويد
- يوسف الكعبي
- سمر عبدالوهاب
- منصور الغساني
- محمد الغباشي
- سلامة المزروعي
- لولوة الملا
- وئام الدحماني

## طاقم الإخراج
- ارق خطليل (مخرج)
- سيف الدين العيساوي (مخرج منفذ)
- حسن صالح (مخرج مساعد/ مخرج وحدة ثانية)
- أحمد دعبس (مساعد مخرج)[2]